# Bayou du lac Noir
Pour les articles homonymes, voir Lac Noir.
Le bayou du lac Noir (en anglais : Black Lake Bayou) est un cours d'eau de la Louisiane aux États-Unis qui se jette dans le lac Noir. 

## Géographie
Le bayou du lac Noir prend sa source au nord-est de la ville de Minden dans la paroisse de la paroisse de Webster. Il traverse la paroisse des Natchitoches et se déverse dans le lac de barrage du lac Noir, situé juste au nord de Campti et au nord-est de Natchitoches. Les eaux du bayou du lac Noir se jettent ensuite dans le bayou de la Saline, après un parcours de169 kilomètres, avant de rejoindre la confluence avec la rivière Rouge.
Le bayou reçoit les eaux de la rivière Antoine, un affluent de la rive gauche du bayou.

## Histoire
Le bayou du lac Noir fut dénommé ainsi à l'époque de la Louisiane française. La toponymie fut anglicisée en Black Lake Bayou au cours du XXe siècle. 